# Kap Fatu Cama
Das Kap Fatu Cama (tetum Capa Fatu Cama, portugiesisch Cabo Fatucama) ist das Kap am östlichen Ende der Bucht von Dili. Es liegt westlich der Bucht von Fatu Cama mit dem Strand Dolok Oan und des Ponta Fatossídi und nördlich des Strandes von Areia Branca im osttimoresischen Suco Meti Aut. Auf dem Kap Fatu Cama befindet sich Cristo Rei, die monumentale Jesusstatue von Dili.

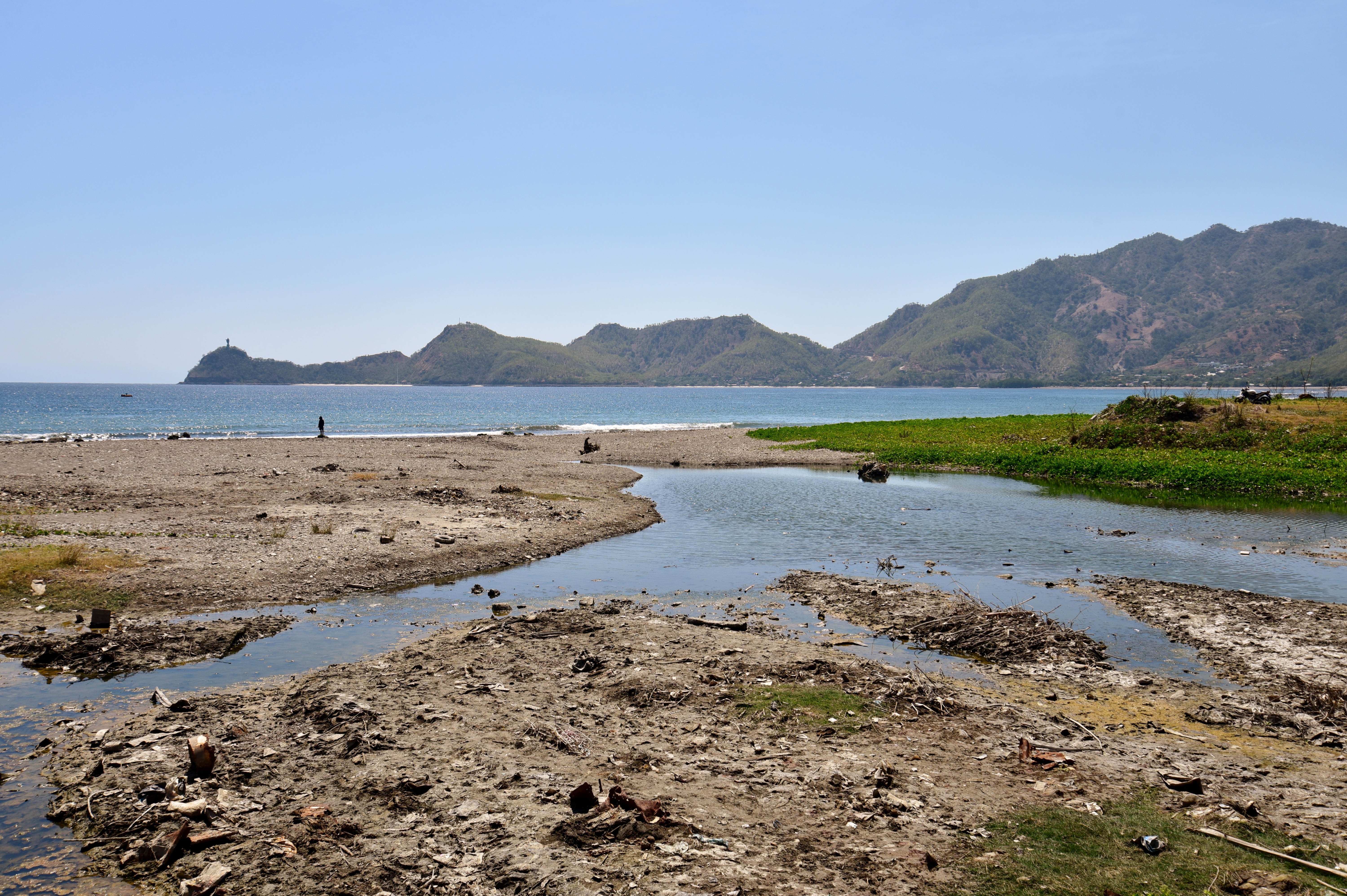
Kap Fatu Cama von der Mündung des Mota Claran aus. Die Küste hat die Form eines Krokodilkopfes.

Das Kap Fatu Cama ist Teil des Wildschutzgebietes und der Important Bird Area von Areia Branca. Der Bestand des dortigen tropischen Trockenwaldes aus Eucalyptus alba savana ist durch das Sammeln von Brennholz bedroht. Zu den heimischen Vogelarten gehören unter anderem Sundafruchttaube, Timorlederkopf, Sonnennektarvogel und Timorreisamadine.
2024 wurde eine Straße um das Kap Fatu Cama gebaut. Zuvor war die Bucht von Fatu Cama nur zu Fuß zu erreichen.